# Emmanuel d’Astier de La Vigerie
Emmanuel d’Astier de La Vigerie (* 6. Januar 1900 in Paris; † 12. Juni 1969 ebenda) war ein französischer Offizier und Journalist. Im Zweiten Weltkrieg war er ein führendes Mitglied der Résistance.

## Leben

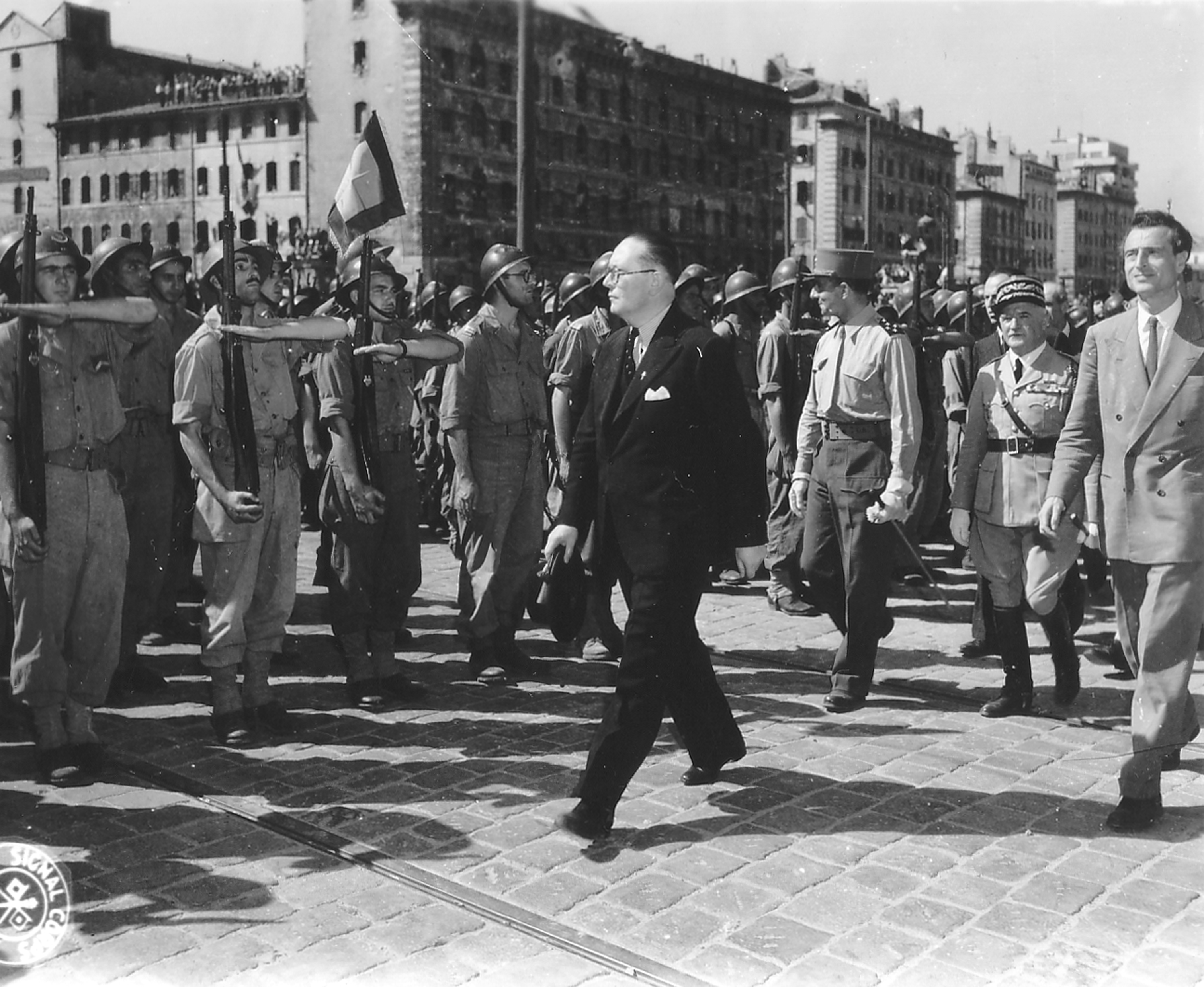
Emmanuel d’Astier (rechts außen) mit dem Politiker André Diethelm am 29. August 1944 bei einer Militärparade in Marseille nach der Kapitulation der Wehrmacht einen Tag zuvor.

D’Astier besuchte die Marineakademie, verließ aber 1924 die Marine.
Er wurde ein erfolgreicher Dichter und Journalist. Zeitweilig engagierte er sich in der politischen Rechten bei der royalistischen Zeitschrift l'Action Française. Aber die vom nationalsozialistischen Deutschland ausgehende Gefahr und der Spanische Bürgerkrieg brachten ihn zur politischen Linken.
Bei Ausbruch des Zweiten Weltkrieges kehrte er als Chef des Marinegeheimdienstes Service de Renseignement Marine (SR Marine) zur Marine zurück, wurde aber entlassen, nachdem sich nach der Niederlage Frankreichs im Sommer 1940 das Vichy-Regime unter Henri Philippe Pétain etabliert hatte. Pétain ersetzte D’Astier durch Admiral François Darlan, der den SR Marine in centre d’information gouvernemental (CIG) umbenannte, seine Zentrale nach Maintenon verlegte und aus dem Nachrichtendienst eine Kollaborationsbehörde machte.
D’Astier trat der kleinen linken Résistance-Gruppe Libération Sud bei, der auch Raymond Aubrac und Jean Cavaillès angehörten, die in Lyon in der „unbesetzten“ Südzone ihre Basis hatte. Diese erste wichtige Résistance-Gruppe begann im Juli 1941 den Widerstand gegen die deutsche Besatzung mit der Herausgabe der Untergrundzeitung Libération.
Im Januar 1942 etablierte d’Astier eine Verbindung nach London über Yvon Morandat. Im Februar 1942 begann er Gespräche mit Jean Moulin über die mögliche Vereinigung aller in Frankreich aktiven Résistance-Gruppen, die zunächst in der Fusion
- der Franc-Tireur Jean-Pierre Lévys,
- dem Combat Henri Frenays und
- der Libération Sud

zu den Mouvements unis de la Résistance (MUR; „Vereinigte Bewegungen der Résistance“) mündeten.
Im Mai 1942 traf er sich persönlich mit General Charles de Gaulle, dem „Symbol“, wie er den General später nannte, zu dem er mit einem U-Boot nach London reiste. Im Juni 1942 entsandte de Gaulle Emmanuel d’Astier nach Washington, wo er im Namen des Freien Frankreichs mit Präsident Roosevelt zu Verhandlungen über die Anerkennung beauftragt war. An Bord eines Fischtrawlers kehrte er als Sonderbeauftragter erster Klasse (Chargé de Mission), was dem militärischen Dienstgrad eines Oberstleutnants entspricht, nach Frankreich zurück. Im November 1942 kehrte er von einer zweiten Reise nach London mit Henri Frenay zurück. Dort war Emmanuel d’Astier zum Vorsitzenden des Comité de Coordination des Mouvements de Résistance (dt. Komitee der Koordination der Résistancebewegungen) designiert worden. Aus diesem Komitee ging im Januar 1943 das Direktorium der Mouvements unis de Résistance (MUR) hervor, als dessen Kommissar für politische Angelegenheiten er fungierte.
Nach langen Diskussionen erreichte Jean Moulin, dass die acht wichtigsten Résistance-Gruppen, also
- die Mouvements Unis de Résistance (MUR)
- Pierre Villons Front National,
- Pierre Brossolettes Comité d’action socialiste und
- Charles Delestraints Armée secrète

den Conseil National de la Résistance (CNR), den Nationalen Widerstandrat, bildeten. Die erste gemeinsame Sitzung unter Moulins Vorsitz fand am 27. Mai 1943 in Paris statt.
Emmanuel d’Astier brach im April 1943 erneut nach London auf und kehrte im Juli 1943 sofort nach der Verhaftung Jean Moulins nach Paris zurück. D’Astier traf General Charles de Gaulle im Oktober 1943 in Algier und erklärte sich bereit, seiner Exilregierung im November 1943 als Kommissar für Inneres beizutreten. D’Astier war Mitglied des Comité d’Action en France (COMIDAC; dt. Aktionskomitees in Frankreich), eines im September 1943 in Algier gegründeten Aktionskomitees, das mit der Definition einer Strategie und angebrachter Aktionen der Résistance in der Hauptstadt beauftragt war. Im Januar 1944 bat er deshalb in Marrakesch Winston Churchill um Waffen für die Résistance.
Nach der Befreiung Frankreichs berief de Gaulle Emmanuel d’Astier als Innenminister der Gouvernement provisoire de la République Française. D’Astier gab weiter die Tageszeitung Libération heraus und schrieb verschiedene Bücher, die auf seinen Kriegserfahrungen beruhten. Er gab seine Funktionen im September 1944 ab, nachdem er den Vorschlag, als Botschafter in Washington zu dienen, abgelehnt hatte.
Von 1945 bis 1958 wurde er mit kommunistischer Unterstützung im Wahlkreis des Départements Ille-et-Vilaine in die Nationalversammlung gewählt. 1957 wurde Emmanuel d’Astier mit dem Internationalen Lenin-Friedenspreis ausgezeichnet. Sein Neutralismus unterschied ihn jedoch von den Kommunisten. Er war einer der Gründer des Stockholm-Komitees. Nach der Niederschlagung des ungarischen Aufstands 1956 verurteilte er die Politik der Sowjetunion und brach seinen Kontakt mit den Kommunisten ab. Andererseits lehnte er auch die britisch-französisch-israelische Intervention am Sueskanal ab. Er widersetzte sich der Ratifikation des Vertrages zur Europäischen Verteidigungsgemeinschaft EVG und der Römischen Verträge.
Beim Referendum am 1. Juni 1958 lehnte er die Rückkehr de Gaulles in die Tagespolitik ab, näherte sich aber Stück für Stück dem Gaullismus an. Er erhielt monatlich eine Fernsehsendung für eine Viertelstunde, die ihn zum Star machte. Darin drückte er sich in aller Freiheit, jedoch respekt- und rücksichtsvoll gegenüber der Person des Generals aus.
1966 gründete er die Wochenzeitung L’Évènement. Sein letzter politischer Akt war ein Aufruf in L’Évènement im Frühjahr 1969: „Ich wähle Pompidou – den Scharlatan.“
Emmanuel d’Astier de La Vigerie war Compagnon de la Libération. Seine Brüder François (1886–1956) und Henri (1897–1952) spielten in der Résistance ebenfalls eine Rolle.

## Auszeichnungen
- Ritter der Ehrenlegion
- Ordre de la Libération per Dekret vom 24. März 1943
- Croix de guerre 1939–1945